# Andon Bédros IX Hassoun
Andon Bédros IX Hassoun (1809 - 1884) là một Hồng y, Thượng phụ người Thổ Nhĩ Kỳ của Giáo hội Công giáo Rôma. Ông nguyên là Thượng phụ Tòa Cilicia, tọa lạc tại Li Băng, thuộc Giáo hội Amernian và trước đó cũng đảm nhận vai trò Tổng giám mục của Tổng giáo phận Istanbul, quê hương ông, một giáo phận cũng thuộc Giáo hội nghi lễ Amernian. Hồng y Thượng phụ Hasson cũng từng tham dự Công đồng Vaticanô I với vai trò là một nghị phụ.

## Tiểu sử
Hồng y Andon Bédros IX  Hasson sinh ngày 13 tháng 6 năm 1809 tại Constantinople, thuộc đất nước Thổ Nhĩ Kỳ. Sau quá trình tu học tại các chủng viện theo quy định của Giáo luật, ngày 8 tháng 9 năm 1932, Phó tế Hasson, mới 23 tuổi, tiến tới việc được phong chức linh mục.
Sau mười năm công tác trong lĩnh vực mục vụ trên sứ vụ là một linh mục, ngày 7 tháng 6 năm 1842, Tòa Thánh ra thông cáo xác nhận việc việc tuyển chọn linh mục Hasson trở thành Tổng giám mục Hiệu tòa Anazarbus, chức vị chính thức là Tổng giám mục Phó Tổng giáo phận Constantinople (Istanbul) của Giáo hội nghi lễ Amernian, đặt tại Thổ Nhĩ Kỳ. Sau khi nhận được tin tức xác nhận việc bổ nhiệm từ Tòa Thánh, tân Tổng giám mục Hasson nhanh chóng được cử hành các nghi thức tấn phong vào ngày 19 tháng 6. Ba giáo sĩ tham dự vào nghi thức truyền chức gồm có chủ phong là Hồng y Giacomo Filippo Fransoni, Tổng trưởng Thánh bộ Truyền giáo và hai vị khác phụ phong gồm có Tổng giám mục Ignazio Giovanni Cadolini, Tổng Thư kí Thánh bộ Truyền giáo và Giám mục Joseph Rosati, C.M., Giám mục chính tòa Giáo phận Saint Louis, Missouri. Sau đó, ngày 2 tháng 8 năm 1946, ông kế nhiệm trở thành Tổng giám mục chính tòa Istanbun.
Hai mươi năm sau, phía Giáo hội Amernian chọn Tổng giám mục Hasson làm Thượng phụ Cilicia. Phía giáo hội Công giáo Rôma xác nhận sự lựa chọn này vào ngày 12 tháng 7 năm 1967. Ông cũng là một nghị phụ tham dự Công đồng Vaticanô I. Qua công nghị hồng y được tổ chức ngày 13 tháng 12 năm 1880, Giáo hoàng Lêô III thăng Thượng phụ Hasson tước vị Hồng y đẳng linh mục nhà thờ Santi Vitale, Valeria, Gervasio e Protasio. Tháng 6 năm 1881 sau đó, ông từ nhiệm vị trí Thượng phụ và qua đời sau đó vào ngày 28 tháng 2 năm 1884, thọ 74 tuổi.